# Іван Гойнерт
Іван Генріх Гойнерт (нім. Iwan Henrich Heunert; 28 серпня 1886, Кіль — 6 травня 1977, Люнебург) — німецький воєначальник, генерал-лейтенант вермахту.

## Біографія
1 жовтня 1906 року вступив в армію. Учасник Першої світової війни. 31 грудня 1920 року звільнений у відставку. Наступного дня вступив у поліцію. 15 жовтня 1935 року повернувся в армію у був призначений в штаб 15-го піхотного полку. З 18 травня 1936 року — командир 28-го піхотного полку. З 15 листопада 1938 року — піхотний командир 22. З 26 серпня 1939 по 4 вересня 1941 року — командир 58-ї піхотної дивізії. Учасник Французької кампанії та Німецько-радянської війни. З 23 жовтня 1941 року — комендант 525-ї тилової області. 1 липня 1943 року відправлений в резерв ОКГ. 30 листопада 1944 року звільнений.

## Звання
- Фанен-юнкер (1 жовтня 1906)
- Фенріх (15 червня 1907)
- Лейтенант (23 березня 1908)
- Оберлейтенант (28 листопада 1914)
- Ротмістр (18 листопада 1915)
- Майор запасу (1 жовтня 1920)
- Гауптман поліції (1 січня 1921)
- Майор поліції (13 липня 1921)
- Оберстлейтенант поліції (9 листопада 1933)
- Оберст поліції (1 січня 1935)
- Оберст (15 жовтня 1935)
- Генерал-майор (1 жовтня 1938)
- Генерал-лейтенант (1 жовтня 1940)

## Нагороди
- Залізний хрест 2-го і 1-го класу
- Орден Фрідріха (Вюртемберг), лицарський хрест 1-го класу з мечами
- Галліполійська зірка (Османська імперія)
- Німецький кінний знак
- Почесний хрест ветерана війни з мечами
- Медаль «За вислугу років у Вермахті» 4-го, 3-го, 2-го і 1-го класу (25 років)
- Пам'ятна військова медаль (Угорщина) з мечами
- Застібка до Залізного хреста 2-го і 1-го класу
- Орден Хреста Свободи 1-го класу з мечами (Фінляндія; 28 березня 1942)
- Орден Білої троянди (Фінляндія), командорський хрест 1-го класу з мечами (22 жовтня 1942)